# 2010년 런던 영화 비평가 협회상
제31회 런던 영화 비평가 협회상은 2011년 2월 11일에 열린 시상식이다.

## 수상 및 후보

### 작품상
- 소셜 네트워크
- 토이 스토리 3
- 킹스 스피치
- 에브리바디 올라잇
- 블랙 스완

### 외국어영화상
- 신과 인간
- 아이 엠 러브
- 엘 시크레토: 비밀의 눈동자
- 송곳니
- 엉클 분미

### 감독상
- 소셜 네트워크 - 데이빗 핀처 수상
- 더 브레이브 - 조엘 코엔 외 1명
- 인셉션 - 크리스토퍼 놀란
- 엉클 분미 - 아피찻퐁 위라세타쿤
- 블랙 스완 - 대런 아로노프스키

### 작가상
- 소셜 네트워크 - 아론 소킨 수상
- 포 라이온스 - 크리스토퍼 모리스 외 3명
- 킹스 스피치 - 데이빗 세이들러
- 에브리바디 올라잇 - 스튜어트 블럼버그 외 1명
- 더 브레이브 - 조엘 코엔 외 1명

### 여우주연상
- 에브리바디 올라잇 - 아네트 베닝 수상
- 블랙 스완 - 나탈리 포트만
- 윈터스 본 - 제니퍼 로렌스
- 밀레니엄 : 여자를 증오한 남자들 - 루니 마라
- 더 브레이브 - 헤일리 스테인펠드

### 남우주연상
- 킹스 스피치 - 콜린 퍼스 수상
- 카를로스 - 에드가 라미레즈
- 더 브레이브 - 제프 브리지스
- 블루 발렌타인 - 라이언 고슬링
- 소셜 네트워크 - 제시 아이젠버그

### 영국작품상
- 킹스 스피치
- 어나더 이어
- 아버
- 괴물들
- 127 시간

### 영국감독상
- 킹스 스피치 - 톰 후퍼 수상
- 127 시간 - 대니 보일
- 어나더 이어 - 마이크 리
- 인셉션 - 크리스토퍼 놀란
- 아버 - 클라이오 바나드

### 영국여우주연상
- 어나더 이어 - 레슬리 맨빌 수상
- 바니의 버전 - 로자먼드 파이크
- 킹스 스피치 - 헬레나 본햄 카터
- 어나더 이어 - 러스 쉰
- 아이 엠 러브 - 틸다 스윈튼

### 영국남우주연상
- 파이터 - 크리스찬 베일 수상
- 포 라이온스 - 리즈 아메드
- 어나더 이어 - 짐 브로드벤트
- 킹스 스피치 - 콜린 퍼스
- 네버 렛 미 고 - 앤드류 가필드

### 영국필름메이커상
- 엑시트 스루 더 기프트 샵 - 뱅크시
- 아버 - 클라이오 바나드
- 앨리스 크리드의 실종 - J 블레이크슨
- 괴물들 - 가렛 에드워즈
- 포 라이온스 - 크리스토퍼 모리스

### 영국남우조연상
- 소셜 네트워크 - 앤드류 가필드 수상
- 인셉션 - 톰 하디
- 어나더 이어 - 데이빗 브래들리
- 유령 작가 - 피어스 브로스넌
- 어나더 이어 - 피터 와이트

### 영국여우조연상
- 유령 작가 - 올리비아 윌리암스 수상
- 바니의 버전 - 미니 드라이버
- 이상한 나라의 앨리스 - 헬레나 본햄 카터
- 메이드 인 다겐함 - 로자먼드 파이크
- 아버 - 크리스틴 바텀리

### 영국신인상
- 네즈 - Conor McCarron 수상
- 웨이 백 - 시얼샤 로넌
- 나니아 연대기: 새벽 출정호의 항해 - 윌 폴터
- 스카우팅 북 포 보이스 - 토머스 터구즈
- 타마라 드류 - 제시카 바든